# سیارک ۱۳۷۴۴
سیارک ۱۳۷۴۴ (به انگلیسی: 13744 Rickline، نامگذاری:1998SY25) سیزده هزار و هفتصد و چهل و چهارمین سیارک کشف شده‌است که در ۲۲ سپتامبر ۱۹۹۸ کشف شد.
قدر مطلق سیارک برابر ۲۴.۵ است.